# إلياس مونك
إلياس مونك (بالدنماركية: Elias Munk)‏ هو ممثل دنماركي، ولد في 21 مايو 1992 في Alken, Denmark ‏ في الدنمارك.

## وصلات خارجية
- الموقع الرسمي
- إلياس مونك على موقع IMDb (الإنجليزية)
- إلياس مونك على موقع قاعدة بيانات الفيلم (الإنجليزية)